# بقراقه
بقراقه (به عربی: بقراقة) یک روستا در سوریه است که در ناحیه مرکزی مصیاف واقع شده‌است. بقراقه ۷۹۸ نفر جمعیت دارد.